# رفاييل سانتشيث غيرا

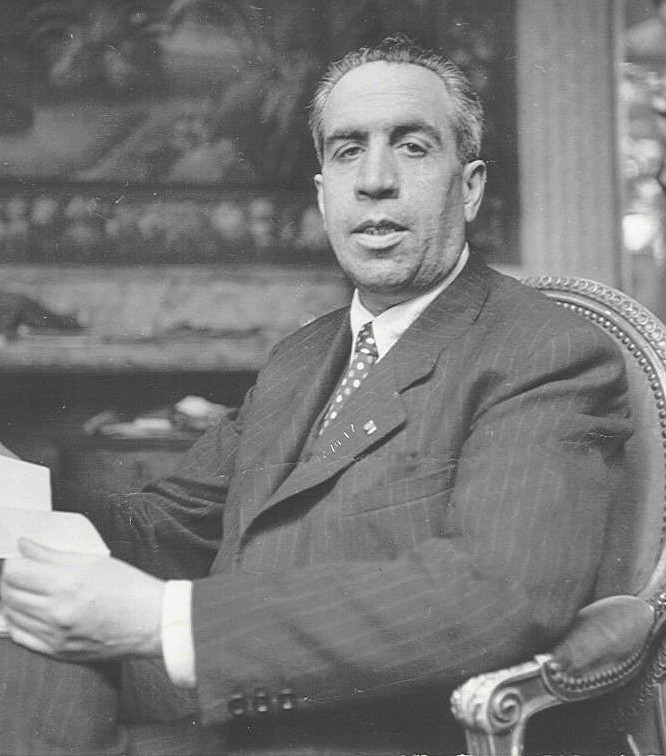
رفاييل سانتشيث غيرا

رفاييل سانتشيث غيرا (بالإسبانية: Rafael Sánchez-Guerra) (ولد في 28 أكتوبر، 1897، مدريد - وفاته 2 أبريل، 1964، فيلافا) كان رئيساً لريال مدريد من 1935 إلى 1936. وتزامنت فترة رئاسته بالحرب الأهلية في إسبانيا، وكان قد رفض الفرار من مدريد وتم القبض عليه وسجنه من قبل أنصار الديكتاتور فرانكو لأنه كان عضوا بارزاً مع الحزب الجمهوري الذي سقطت دولتهم خلال الحرب أمام فرانكو. ولكنه استطاع الفرار إلى باريس، ومن هناك أصبح عضواً بارزاً في الحكومة من المنفى، وخلال فترة رئاسته للنادي قلت نشاطاته بإدارة الفريق التي تحولت نيابة عنه لرؤساء غير رسميين وهما خوان خوسيه فاييخو وأنطونيو أورتيغا (لم يكونا منتخبان).